# Loud Tour Live at the O2
Loud Tour Live at the O2 é o segundo álbum de vídeo da cantora barbadense Rihanna, lançado a 14 de dezembro de 2012 na Alemanha através da Universal Music Group. Com edição em DVD e blu-ray, contém gravações dos três últimos concertos da digressão mundial The Loud Tour na Arena O2 em Londres, Reino Unido, em suporte do seu quinto disco de originais Loud de 2010.

## Antecedentes e lançamento

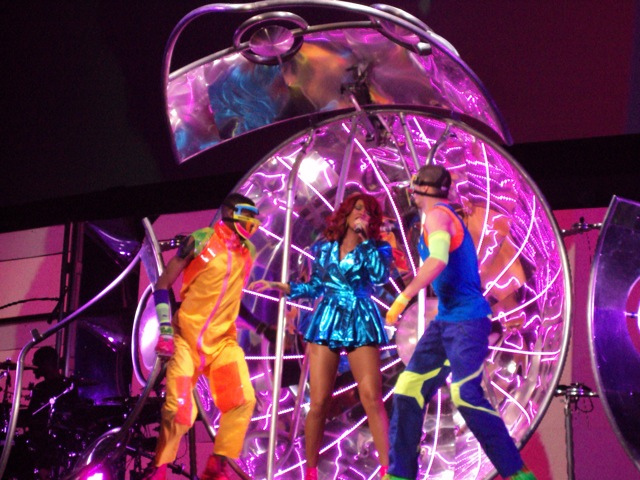
Rihanna a interpretar "Only Girl (In the World)" durante a The Loud Tour em Oakland.

Em novembro de 2010, Rihanna lançou o seu quinto álbum de estúdio intitulado Loud. As sessões de gravação começaram em fevereiro de 2010 e prolongaram-se por seis meses, coincidindo com a digressão Last Girl on Earth Tour (2010—11) e as filmagens da sua estreia em cinema com Battleship. A cantora e L.A. Reid juntaram um grupo de compositores e produtores em vários estúdios localizados em Los Angeles durante duas semanas para trabalhar no projecto; em conjunto, escreveram aproximadamente 200 canções, sendo que onze foram incluídas no alinhamento final. Após a edição do álbum, este recebeu críticas positivas por parte dos analistas profissionais e valeu um galardão a Rihanna pelo seu single de estreia "Only Girl (In the World)" na categoria Best Dance Recording dos Grammy Awards.
A fim de promover o seu disco, a artista embarcou na sua terceira digressão mundial The Loud Tour que durou durante o ano de 2011. Oficialmente, o evento foi anunciado a 9 de fevereiro de 2011, quando foram reveladas as datas para a fase norte-americana. A turné foi descrita como uma "nova produção, figurinos e cenografia que criam um evento visual e musical com a emoção única na vida para os seus fãs de todo o mundo que têm vindo a esperar de uma das estrelas mais brilhantes da música dos dias de hoje". Durante uma entrevista com o locutor Ryan Seacrest a 14 de abril de 2011, a cantora falou sobre o desenvolvimento do espetáculo, A artista abordou os rumores de uma programação especial para ser incluída no alinhamento, a fim de incorporar a experiência dos seus fãs.
Além do Norte da América, a Europa também recebeu concertos em duas fases e mais uma no Sul da América. A 17 de dezembro de 2011, a cantora encheu o Pavilhão Atlântico em Portugal, uma das últimas datas do evento. Seguiram-se os três últimos dias da tournée, que resultaram na gravação do Loud Tour Live at the O2 Arena em Londres na Arena O2. O acontecimento foi anunciado pela cantora na sua conta no Twitter: "Grandes notícias Navy! Andaram a implorar por isto e a Rihanna ouviu-vos! As últimas três datas da LOUD Tour na Arena O2 em Londres serão filmadas para um DVD que chegará em 2012!". O lançamento ocorreu a 14 de dezembro de 2012 na Alemanha através da Universal Music Group, 17 de dezembro em Portugal  e um dia depois no Canadá e Estados Unidos em formato DVD e blu-ray.

## First Look: 2012 Loud Tour Live at the O2
A 19 de novembro de 2012, Rihanna lançou o seu sétimo disco de estúdio Unapologetic com edição padrão e deluxe. Esta  última, continha um DVD com uma previsão intitulada First Look: Loud Tour Live at the O2 Arena.

## Créditos
Créditos adaptados através das notas finais de Loud Tour Live at the O2, suportados pela Def Jam Recordings.
| Banda - Rihanna (vocalista principal) - Christopher Johson - Charlie Wilson - Nicole Kehl - Nuno Bettencourt - Eric Smith - Shayna Cook - Harvey "Lex" Marshal Dançarinos - Mikey Pesante - Christina Chandler - Christian Owens - Khadija Nicholas - Mikey Martinez - Frankie Gordils - Shauna Mitchell - Michele Martinez Fotografia - Mellisa Forde pela MTF Photography - Djeneba Aduayom Direção de digressão - Jamie King Direção musical - Kevin Antunes Treinador de voz - Robert Stevenson Equipa de digressão - Joe Sanchez – gerente de produção - Ramey Shippen – coordenador de produção - Roger Cabot – gerente de palco - Dominic Park – gerente de bastidores - Ashley Hough – assistente de bastidores - Mark Wise – chefe de segurança local - Larry Echols – segurança local - Kenny Sharretts – técnico de bateria e percussão - Steve Borisenko – técnico de guitarra - Beth Schmitz – gerente de guarda-roupa - Lindsey Radzyminski – assistente de guarda-roupa - Fritz Breitfelder – responsável de palco | - Darrel Schlabach – assistente de palco - Juan Guerra – chefe de equipa de automação - Kyle Wolfson – programador de automação - Bruce Haynes – carpinteiro principal - Jim Webb – carpinteiro - Jesus "Chuy" Arroyo, Joe "Bobo" Bodner, Tyrone Bramwell, Tom Keane, FOH Audio, 8th Day, Sean "Sully" Sulivan – carpinteiros - Edward Ehrbar – engenheiro de monitor - Jim Corbin – chefe de equipa de áudio - Jim Allen, Victor Arko, James La Marca – técnicos de áudio - Bert Pare – diretor de vídeo - Mike Helton – chefe de equipa de vídeo - Sean Binns – técnico de projeções e LED - Blake Hopkins, Graham Lambkin, Mike Muscato, Edward Prescott – técnicos de vídeo - Dominic Smith – diretor de iluminação - Carl Burnett – chefe de equipa de iluminação - Philip de Boissiere, Matt Bright, William Coster, Dominic Fanelli, William Keating – equipa de iluminação - Upstage – fornecedor de iluminação - Pyrotek FX, Kenn Macdonald – pirotecnia - Eat Your Hearts Out – refeições - Amanda Kellar – chefe de equipa de refeições - Paul Carrington, Graeme Lietch, Peter Mcgeechan, Antonia Stock – cozinheiros - Renette Cronje, Gema Dally – fornecedor - Live Nation, Steve Homer – promotores locais - Andrew Craig – representante de promotor local - Steve Walker – responsável de produtos promocionais Equipa de filmagens - Eugene O'Conor – diretor de iluminação - Johnny McCullagh – capataz - Brett Turnbull – diretor de fotografia - Jamie Carrol, Dave Emery, Dogan Halil, Kelvin Richard, Harriet Sheard, Andy Watt, Alan Wells, Nick Wheeler, Shaun Willis – operadores de câmara - Evan E. Rogers, James Tonkin – operadores de câmara de documentário - Nigel Bating – gravador de som de documentário - Johnny Donne, Dave Mcnaulty, Alex Mott, Jem Morton, Alex Tate – cabos elétricos - Nep Visions – instalações técnicas - Brain Clark – gerente de operações - Trevor Cooper – gerente de unidade - Marc Baker – gerente de piso - Christine Henry – supervisão de guião |

## Desempenho comercial
| Tabela musical (2012)                  | Melhor posição |
| -------------------------------------- | -------------- |
| Austrália - ARIA Top 40 DVD Chart      | 8              |
| Bélgica - DVD Ultratop 10 (Flandres)   | 3              |
| Bélgica - DVD Ultratop 10 (Valónia)    | 2              |
| Espanha - Top 20 DVD                   | 18             |
| França - Top DVD Musicaux              | 2              |
| Irlanda - Top 10 Music DVDs            | 9              |
| Itália - DVD Musicali                  | 11             |
| Reino Unido - Music Video Chart Top 50 | 8              |
| Suécia - Veckolista DVD Album          | 9              |
| Suíça - Musik-DVD Top 10               | 3              |

| País   | Provedor          | Certificação |
| ------ | ----------------- | ------------ |
| Brasil | Pro-Música Brasil | Ouro         |

## Histórico de lançamento
| País           | Data                   | Formato      | Editora discográfica |
| -------------- | ---------------------- | ------------ | -------------------- |
| Alemanha       | 14 de dezembro de 2012 | DVD          | Universal Music      |
| Portugal       | 17 de dezembro de 2012 | DVD          | Universal Music      |
| Canadá         | 18 de dezembro de 2012 | Blu-ray, DVD | Universal Music      |
| Estados Unidos | 18 de dezembro de 2012 | Blu-ray, DVD | Def Jam              |